# Michael Young (bobbista)
Michael Young (Port Credit, 15 agosto 1944) è un bobbista canadese.

## Biografia
Viene ricordato come vincitore di una medaglia d'oro nella sua disciplina, vittoria ottenuta ai campionati mondiali del 1965 (edizione tenutasi a St. Moritz, Svizzera) insieme ai suoi connazionali Vic Emery, Gerald Presley e Peter Kirby
Nella stessa edizione vinse anche un'altra medaglia, un bronzo nel bob a due.